# Rassomdé (Tougo)
Rassomdé est une localité située dans le département de Tougo de la province du Zondoma dans la région Nord au Burkina Faso.

## Géographie
Rassomdé est situé à environ 5 km du centre de Tougo, le chef-lieu du département, et à 20 km à l'est Gourcy et de la route nationale 2.

## Histoire
En novembre 2016, un gros conflit terrien a opposé les populations du village à celles de Tougo qui revendiquaient le produit des récoltes de mil en raison d'une propriété litigieuse des terrains, entrainant l'intervention des autorités locales et départementales ainsi que des Forces de défense et de sécurité (FDS).

## Santé et éducation
Le centre de soins le plus proche de Rassomdé est le centre de santé et de promotion sociale (CSPS) de Tougo tandis que le centre médical avec antenne chirurgicale (CMA) de la province se trouve à Gourcy.
Le village possède une école primaire tandis que les élèves doivent se rendre au collège d'enseignement général (CEG) et au lycée départemental de Tougo pour le secondaire.